# Parlamentswahl in Neuseeland 2020
- Labour: 65
- Green: 10
- Māori: 2
- ACT: 10
- National: 33

Die Parlamentswahl in Neuseeland 2020 fand am 17. Oktober 2020 statt. Gewählt wurden die 120 Abgeordneten des 53. Repräsentantenhauses.

## Wahlrecht
Das Repräsentantenhaus wird nach einem Mixed-Member-Proportional-Wahlrecht gewählt. Jeder Wähler hat zwei Stimmen. In den 72 Wahlkreisen wird jeweils ein Abgeordneter per Mehrheitswahl gewählt.
Die restlichen 48 Listenmandate werden so verteilt, dass das Mandatsverhältnis dem Parteienstimmenverhältnis entspricht, wobei jedoch nur Parteien berücksichtigt werden, die über 5 Prozent der gültigen Stimmen (Sperrklausel) oder ein Wahlkreismandat bekommen haben. Erhält eine Partei mehr Direktmandate, als ihr nach dem Anteil der Parteistimmen zustehen würden, wird das Parlament durch Überhangmandate vergrößert.

## Ausgangslage
Bei der Wahl 2017 wurde die National Party zum vierten Mal in Folge stärkste Partei, verlor jedoch leicht. Klarer und auch einziger Gewinner der Wahl war die Labour Party, die es sodann auch nach neun Jahren Pause wieder schaffte, eine Regierung anzuführen. Nach der Wahl bildete Labour unter Premierministerin Jacinda Ardern eine Koalitionsregierung (Kabinett Ardern I) mit New Zealand First und der Green Party. Die drei folgenden Jahre waren ereignisreich und Ardern tauchte immer wieder in weltweiten Presseberichten auf.
Am 15. März 2019 ermordete ein Rechtsterrorist bei einem Anschlag auf zwei Moscheen in Christchurch insgesamt 51 Menschen und verletzte weitere 50 zum Teil schwer. Ardern zeigte sichtbare Anteilnahme und Empathie mit den Opfern und bemühte sich, die schockierte neuseeländische Gesellschaft zu einen.
Beim überraschenden Vulkanausbruch am 9. Dezember 2019 auf Whakaari / White Island, der 23 Todesopfer forderte, war erneut ihre Führung gefragt. Im Jahr 2020 betraf die COVID-19-Pandemie auch Neuseeland. Die Premierministerin ordnete frühzeitig eine weitgehende Kontakt- und Ausgangssperre an. Am 8. Juni 2020 verkündete sie vor dem Hintergrund weltweit ansteigender Fallzahlen, dass es „keine aktiven Fälle“ von COVID-19 in Neuseeland mehr gäbe und dass es seit 12 Tagen in den Krankenhäusern Neuseelands keine COVID-19-positiven Fälle gegeben habe, so dass die Einschränkungen wieder teilweise aufgehoben werden könnten. Später stiegen die Fallzahlen allerdings wieder an.
Obwohl die Regierung Ardern die bei der Wahl 2017 proklamierten sozialpolitischen Ziele einer Abschaffung der Kinderarmut und eine Reduzierung der Obdachlosigkeit klar verfehlte und sich die Premierministerin im sozialpolitischen Bereich zum Ärger ihres Koalitionspartners, der Grünen Partei Neuseelands, eher konservativ gab und beispielsweise die von den Grünen geforderte Sondersteuer auf Besserverdienende strikt ablehnte, blieb sie in der neuseeländischen Öffentlichkeit weiterhin sehr populär.

## Parteien und Kandidaten

### Parteien
Folgende Parteien waren vor der Wahl im Repräsentantenhaus vertreten:
| Name | Name     | Ausrichtung                     | Sitze 2017 |
| ---- | -------- | ------------------------------- | ---------- |
|      | National | Konservatismus, Liberalismus    | 56         |
|      | Labour   | Sozialdemokratie                | 46         |
|      | NZ First | Nationalismus, Rechtspopulismus | 9          |
|      | Green    | Grüne Politik, Sozialdemokratie | 8          |
|      | ACT      | Rechter Libertarismus           | 1          |

### Spitzenkandidaten

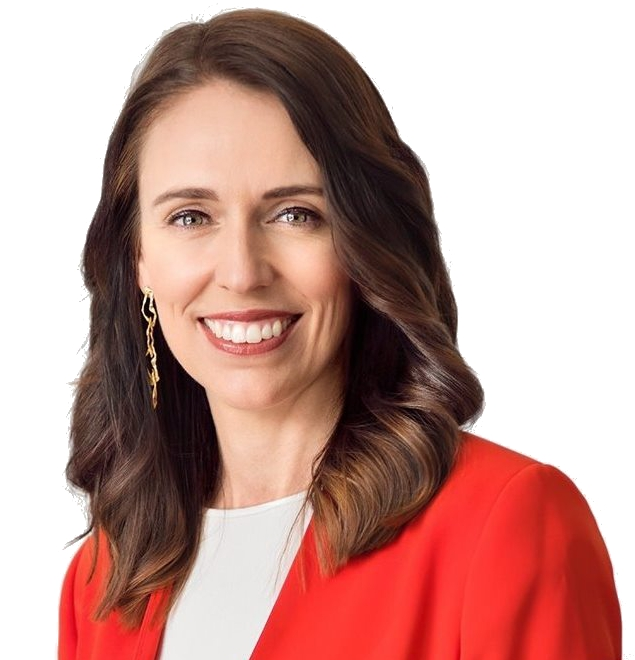
Jacinda Ardern (Labour)
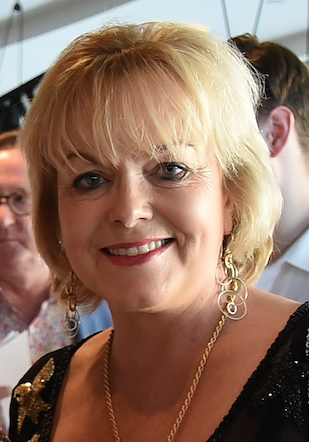
Judith Collins (National)
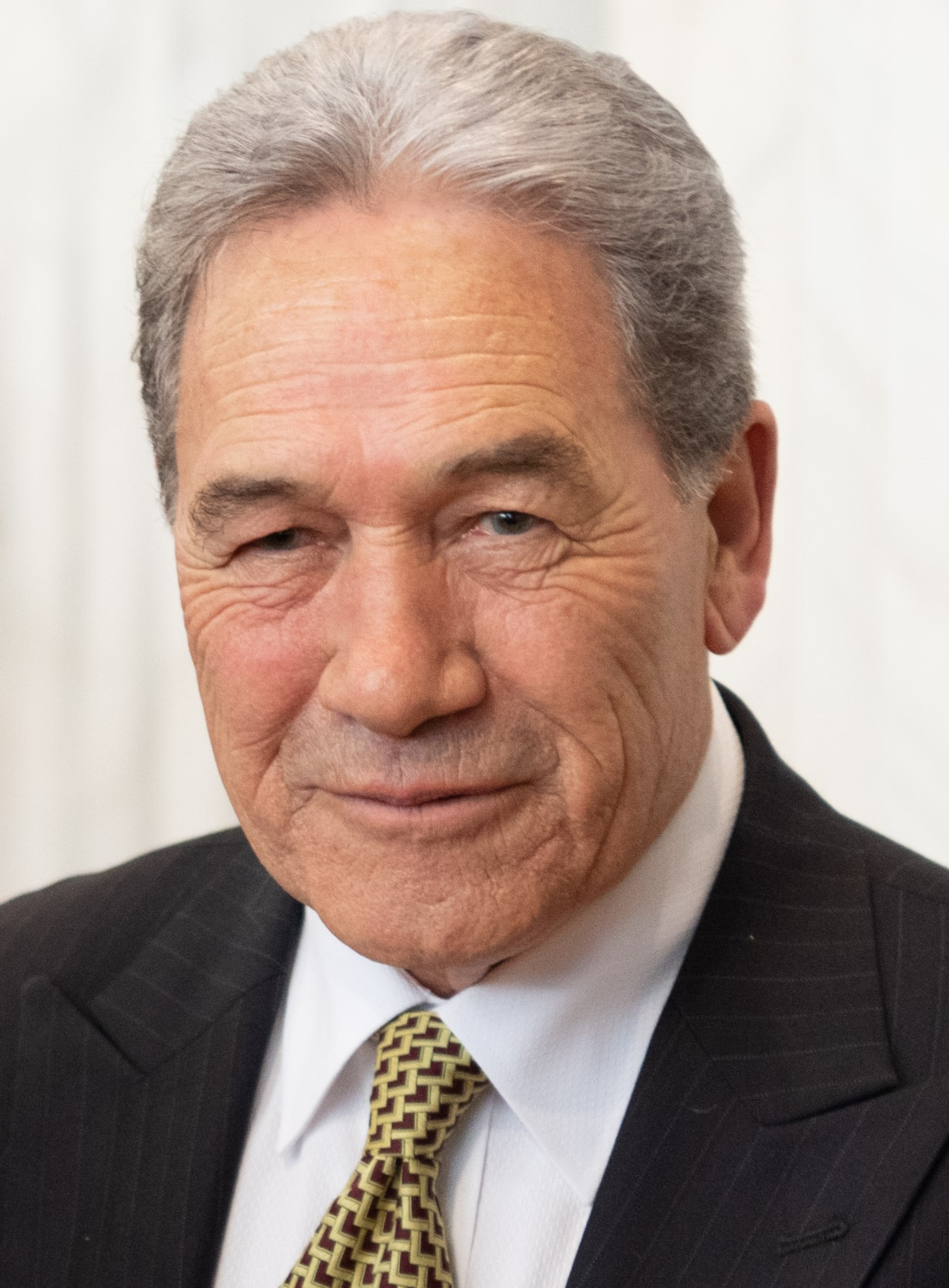
Winston Peters (NZ First)
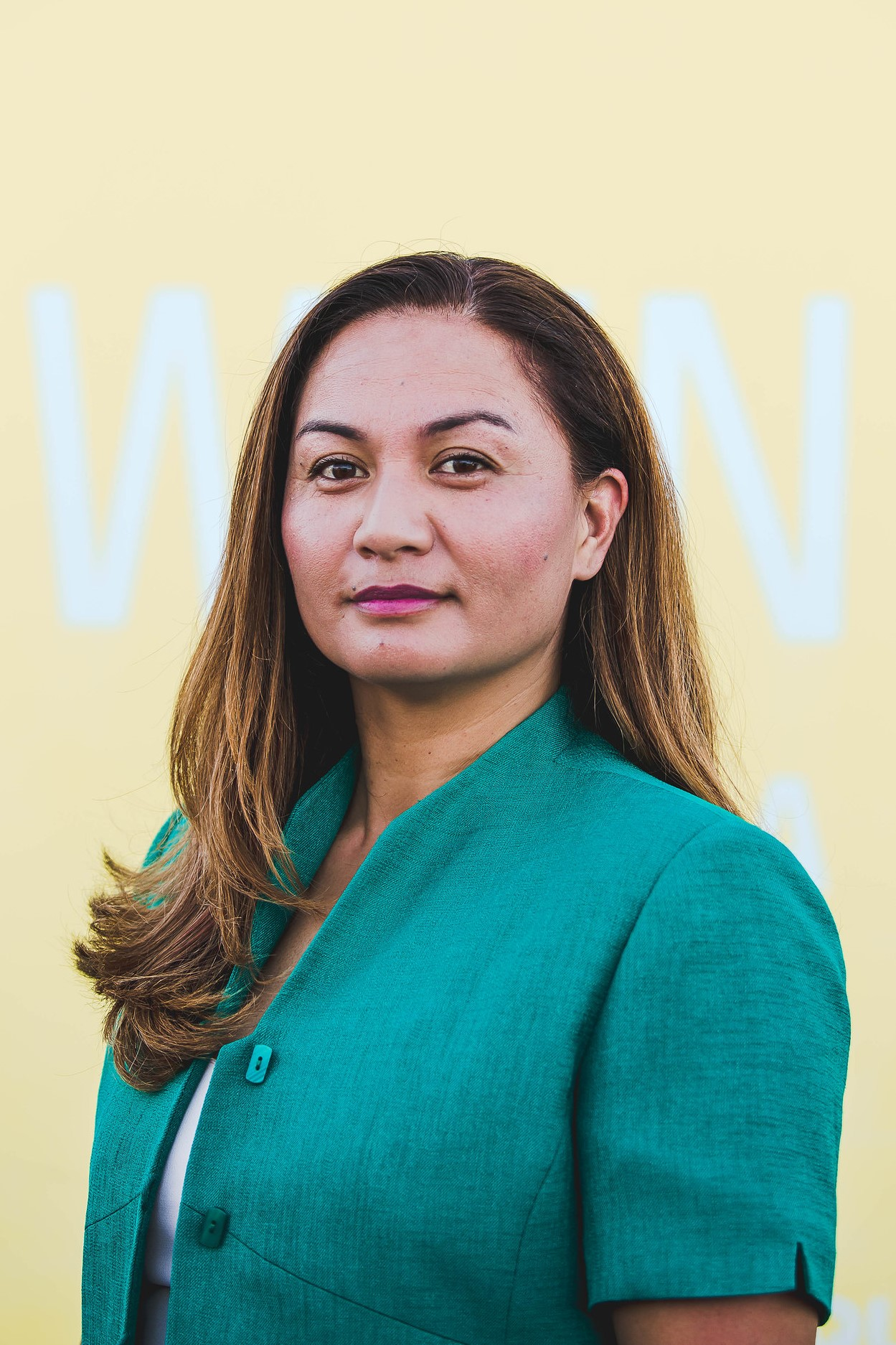
Marama Davidson (Green)
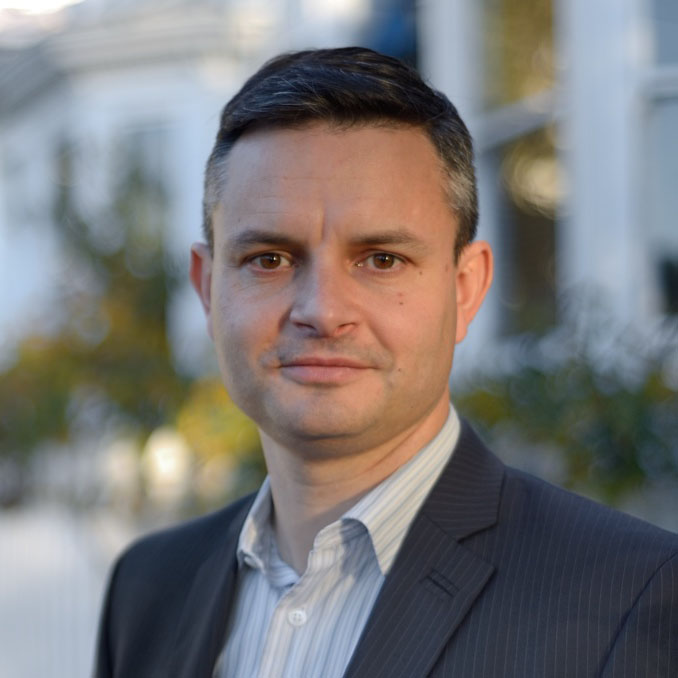
James Shaw (Green)
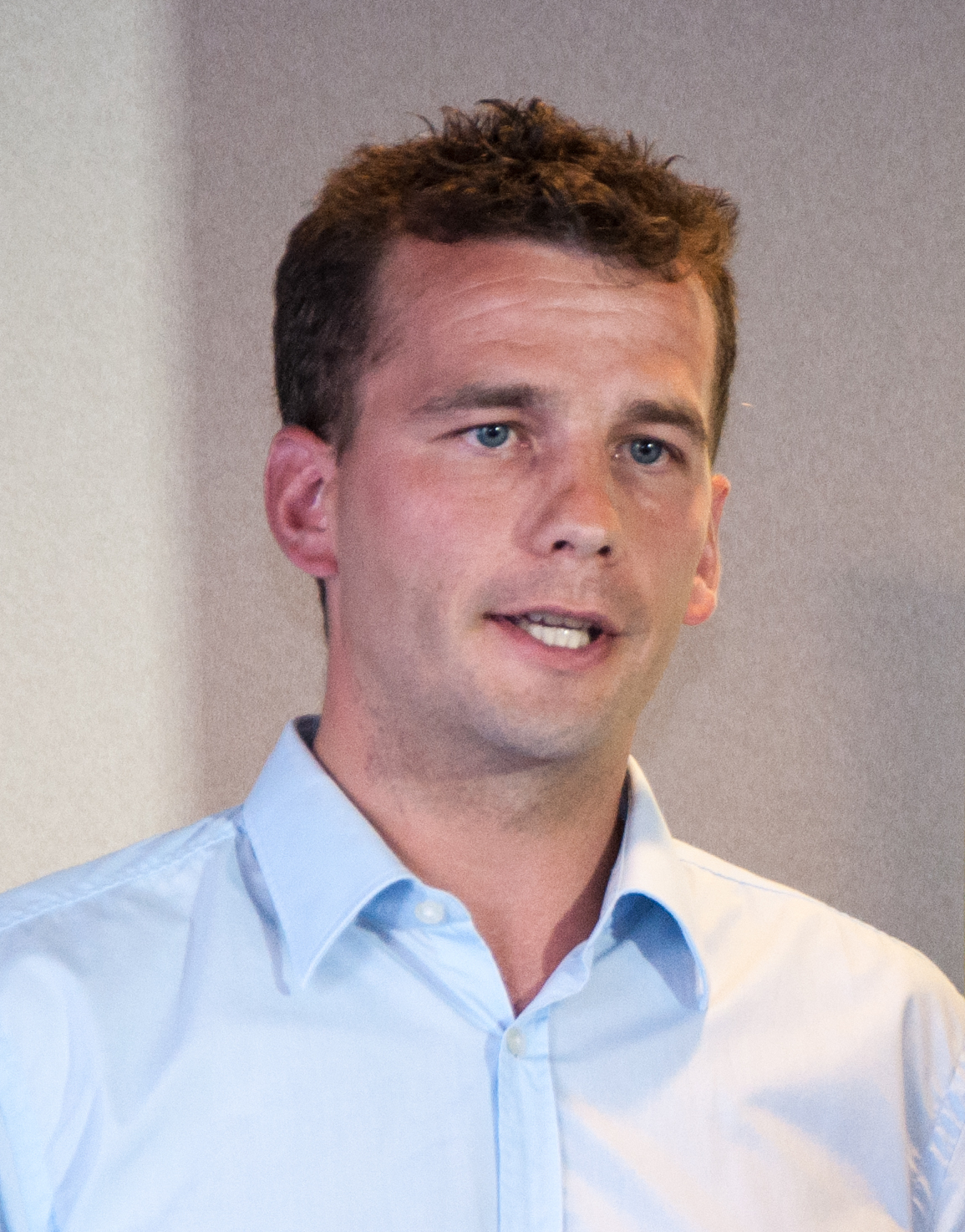
David Seymour (ACT)

### Kampagne
Parteikampagnen während des gesamten Jahres 2020 waren stark von COVID-19 eingeschränkt, wobei die Parteien aufgrund der Einschränkungen kaum Veranstaltungen abhalten konnten.
Am 22. September trafen Jacinda Ardern und Judith Collins in der ersten von insgesamt vier geplanten Fernsehdebatten der Spitzenkandidaten im Sender Television New Zealand aufeinander. Im Nachgang wurde Collins von Experten als die Siegerin des ersten Duells gesehen.

### Verlauf

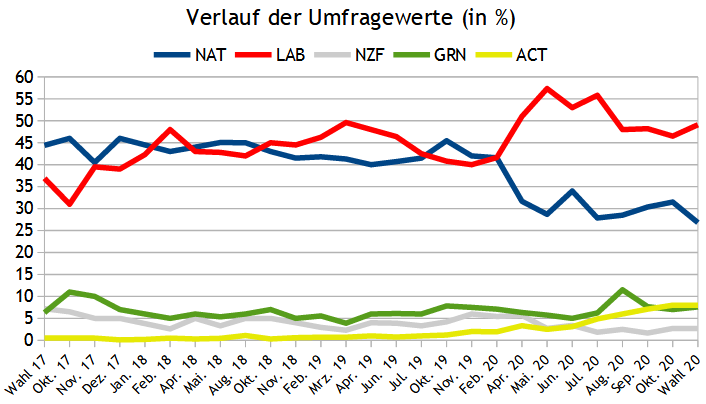
Umfragen auf monatliche Umfrageergebnisse gemittelt, von der Wahl 2017 bis zur Wahl 2020

## Umfragen

### Letzte Umfragen vor der Wahl
| Institut              | Datum      | National | Labour | NZ First | Green | ACT   | Sonstige |
| --------------------- | ---------- | -------- | ------ | -------- | ----- | ----- | -------- |
| 1 News Colmar Brunton | 14.10.2020 | 31 %     | 46 %   | 3 %      | 8 %   | 8 %   | 4 %      |
| 1 News Colmar Brunton | 07.10.2020 | 32 %     | 47 %   | 2,4 %    | 6 %   | 8 %   | 4,6 %    |
| Roy Morgan Research   | 30.09.2020 | 28,5 %   | 47,5 % | 2,5 %    | 9,5 % | 7 %   | 5 %      |
| 1 News Colmar Brunton | 27.09.2020 | 33 %     | 47 %   | 1,4 %    | 7 %   | 8 %   | 3,6 %    |
| Wahl 2017             | 23.09.2017 | 44,4 %   | 36,9 % | 7,2 %    | 6,3 % | 0,5 % | 4,7 %    |

Ältere Umfragen (Auswahl)
| \| Institut \| Datum \| National \| Labour \| NZ First \| Green \| ACT \| Sonstige \| \| ------------------------- \| ---------- \| -------- \| ------ \| -------- \| ------ \| ----- \| -------- \| \| Newshub Reid Research[9] \| 23.09.2020 \| 29,6 % \| 50,1 % \| 1,9 % \| 6,5 % \| 6,3 % \| 5,6 % \| \| 1 News Colmar Brunton[10] \| 21.09.2020 \| 31 % \| 48 % \| 2,4 % \| 6 % \| 7 % \| 5,6 % \| \| Roy Morgan Research[11] \| 01.09.2020 \| 28,5 % \| 48 % \| 2,5 % \| 11,5 % \| 6 % \| 3,5 % \| \| 1 News Colmar Brunton[12] \| 29.07.2020 \| 32 % \| 53 % \| 2 % \| 5 % \| 4,8 % \| 3,2 % \| \| Newshub Reid Research[13] \| 24.07.2020 \| 25,1 % \| 60,9 % \| 2,0 % \| 5,7 % \| 3,3 % \| 3,0 % \| \| Roy Morgan Research[14] \| 01.07.2020 \| 26,5 % \| 53,5 % \| 1,5 % \| 8 % \| 6,5 % \| 4,0 % \| \| 1 News Colmar Brunton \| 24.06.2020 \| 38 % \| 50 % \| 1,8 % \| 6 % \| 3,1 % \| 1,1 % \| \| Roy Morgan Research[15] \| 01.06.2020 \| 27 % \| 54,5 % \| 1,5 % \| 9 % \| 5 % \| 3,0 % \| \| Roy Morgan Research[16] \| 24.05.2020 \| 26,5 % \| 56,5 % \| 2,5 % \| 7 % \| 3,5 % \| 4,0 % \| \| 1 News Colmar Brunton[17] \| 20.05.2020 \| 29 % \| 59 % \| 2,9 % \| 4,7 % \| 2,2 % \| 2,2 % \| \| Newshub Reid Research[18] \| 16.05.2020 \| 30,6 % \| 56,5 % \| 2,7 % \| 5,5 % \| 1,8 % \| 2,9 % \| \| Roy Morgan Research[19] \| 01.04.2020 \| 30,5 % \| 55 % \| 2,5 % \| 7 % \| 2,5 % \| 2,5 % \| \| Roy Morgan Research[19] \| 01.03.2020 \| 37 % \| 42,5 % \| 3 % \| 11,5 % \| 3,5 % \| 2,5 % \| \| 1 News Colmar Brunton[20] \| 12.02.2020 \| 46 % \| 41 % \| 3,3 % \| 5 % \| 1,7 % \| 3,0 % \| \| Roy Morgan Research[19] \| 01.02.2020 \| 37 % \| 40,5 % \| 5 % \| 10,5 % \| 3,5 % \| 3,5 % \| \| Newshub Reid Research[21] \| 01.02.2020 \| 43,3 % \| 42,5 % \| 3,6 % \| 5,6 % \| 1,8 % \| 3,2 % \| \| Roy Morgan Research[19] \| 01.01.2020 \| 40 % \| 40 % \| 2,5 % \| 10,5 % \| 3 % \| 4 % \| \| Wahl 2017 \| 23.09.2017 \| 44,4 % \| 36,9 % \| 7,2 % \| 6,3 % \| 0,5 % \| 4,7 % \| |            |          |        |          |        |       |          |
| Institut | Datum      | National | Labour | NZ First | Green  | ACT   | Sonstige |
| Newshub Reid Research | 23.09.2020 | 29,6 %   | 50,1 % | 1,9 %    | 6,5 %  | 6,3 % | 5,6 %    |
| 1 News Colmar Brunton | 21.09.2020 | 31 %     | 48 %   | 2,4 %    | 6 %    | 7 %   | 5,6 %    |
| Roy Morgan Research | 01.09.2020 | 28,5 %   | 48 %   | 2,5 %    | 11,5 % | 6 %   | 3,5 %    |
| 1 News Colmar Brunton | 29.07.2020 | 32 %     | 53 %   | 2 %      | 5 %    | 4,8 % | 3,2 %    |
| Newshub Reid Research | 24.07.2020 | 25,1 %   | 60,9 % | 2,0 %    | 5,7 %  | 3,3 % | 3,0 %    |
| Roy Morgan Research | 01.07.2020 | 26,5 %   | 53,5 % | 1,5 %    | 8 %    | 6,5 % | 4,0 %    |
| 1 News Colmar Brunton | 24.06.2020 | 38 %     | 50 %   | 1,8 %    | 6 %    | 3,1 % | 1,1 %    |
| Roy Morgan Research | 01.06.2020 | 27 %     | 54,5 % | 1,5 %    | 9 %    | 5 %   | 3,0 %    |
| Roy Morgan Research | 24.05.2020 | 26,5 %   | 56,5 % | 2,5 %    | 7 %    | 3,5 % | 4,0 %    |
| 1 News Colmar Brunton | 20.05.2020 | 29 %     | 59 %   | 2,9 %    | 4,7 %  | 2,2 % | 2,2 %    |
| Newshub Reid Research | 16.05.2020 | 30,6 %   | 56,5 % | 2,7 %    | 5,5 %  | 1,8 % | 2,9 %    |
| Roy Morgan Research | 01.04.2020 | 30,5 %   | 55 %   | 2,5 %    | 7 %    | 2,5 % | 2,5 %    |
| Roy Morgan Research | 01.03.2020 | 37 %     | 42,5 % | 3 %      | 11,5 % | 3,5 % | 2,5 %    |
| 1 News Colmar Brunton | 12.02.2020 | 46 %     | 41 %   | 3,3 %    | 5 %    | 1,7 % | 3,0 %    |
| Roy Morgan Research | 01.02.2020 | 37 %     | 40,5 % | 5 %      | 10,5 % | 3,5 % | 3,5 %    |
| Newshub Reid Research | 01.02.2020 | 43,3 %   | 42,5 % | 3,6 %    | 5,6 %  | 1,8 % | 3,2 %    |
| Roy Morgan Research | 01.01.2020 | 40 %     | 40 %   | 2,5 %    | 10,5 % | 3 %   | 4 %      |
| Wahl 2017 | 23.09.2017 | 44,4 %   | 36,9 % | 7,2 %    | 6,3 %  | 0,5 % | 4,7 %    |

| \| Institut \| Datum \| National \| Labour \| NZ First \| Green \| ACT \| Sonstige \| \| ----------------------------- \| ---------- \| -------- \| ------ \| -------- \| ----- \| ----- \| -------- \| \| 1 News Colmar Brunton[22] \| 27.11.2019 \| 46 % \| 39 % \| 4,3 % \| 7 % \| 1,6 % \| 2,1 % \| \| Newshub Reid Research[23] \| 09.10.2019 \| 43,9 % \| 41,6 % \| 4,0 % \| 6,3 % \| 1,4 % \| 2,8 % \| \| 1 News Colmar Brunton[24] \| 24.07.2019 \| 45 % \| 43 % \| 3,3 % \| 6 % \| 1 % \| x % \| \| Newshub Reid Research[25] \| 07.06.2019 \| 37,4 % \| 50,8 % \| 2,8 % \| 6,2 % \| 0,8 % \| x % \| \| Business NZ Reid Research[26] \| 10.04.2019 \| 40 % \| 48 % \| 4,3 % \| 6 % \| 0,7 % \| x % \| \| Business NZ Reid Research[27] \| 23.03.2019 \| 41,3 % \| 49,6 % \| 2,3 % \| 3,9 % \| — \| x % \| \| Newshub Reid Research[28] \| 02.02.2019 \| 41,6 % \| 47,5 % \| 2,9 % \| 5,1 % \| 0,4 % \| x % \| \| 1 News Colmar Brunton \| 14.02.2018 \| 43 % \| 48 % \| 2,6 % \| 5 % \| 0,5 % \| 0,9 % \| \| Roy Morgan Research[29] \| 28.01.2018 \| 39 % \| 42,5 % \| 6 % \| 9 % \| 0,5 % \| 3,0 % \| \| 1 News Colmar Brunton \| 05.12.2017 \| 46 % \| 39 % \| 5 % \| 7 % \| 0,1 % \| 2,9 % \| \| Roy Morgan Research[30] \| 15.10.2017 \| 46 % \| 31 % \| 6,5 % \| 11 % \| 0,5 % \| 5 % \| \| Wahl 2017 \| 23.09.2017 \| 44,4 % \| 36,9 % \| 7,2 % \| 6,3 % \| 0,5 % \| 4,7 % \| |            |          |        |          |       |       |          |
| Institut | Datum      | National | Labour | NZ First | Green | ACT   | Sonstige |
| 1 News Colmar Brunton | 27.11.2019 | 46 %     | 39 %   | 4,3 %    | 7 %   | 1,6 % | 2,1 %    |
| Newshub Reid Research | 09.10.2019 | 43,9 %   | 41,6 % | 4,0 %    | 6,3 % | 1,4 % | 2,8 %    |
| 1 News Colmar Brunton | 24.07.2019 | 45 %     | 43 %   | 3,3 %    | 6 %   | 1 %   | x %      |
| Newshub Reid Research | 07.06.2019 | 37,4 %   | 50,8 % | 2,8 %    | 6,2 % | 0,8 % | x %      |
| Business NZ Reid Research | 10.04.2019 | 40 %     | 48 %   | 4,3 %    | 6 %   | 0,7 % | x %      |
| Business NZ Reid Research | 23.03.2019 | 41,3 %   | 49,6 % | 2,3 %    | 3,9 % | —     | x %      |
| Newshub Reid Research | 02.02.2019 | 41,6 %   | 47,5 % | 2,9 %    | 5,1 % | 0,4 % | x %      |
| 1 News Colmar Brunton | 14.02.2018 | 43 %     | 48 %   | 2,6 %    | 5 %   | 0,5 % | 0,9 %    |
| Roy Morgan Research | 28.01.2018 | 39 %     | 42,5 % | 6 %      | 9 %   | 0,5 % | 3,0 %    |
| 1 News Colmar Brunton | 05.12.2017 | 46 %     | 39 %   | 5 %      | 7 %   | 0,1 % | 2,9 %    |
| Roy Morgan Research | 15.10.2017 | 46 %     | 31 %   | 6,5 %    | 11 %  | 0,5 % | 5 %      |
| Wahl 2017 | 23.09.2017 | 44,4 %   | 36,9 % | 7,2 %    | 6,3 % | 0,5 % | 4,7 %    |

### Sitzprognosen
| Institut              | Datum      | National | Labour | NZ First | Green | ACT |
| --------------------- | ---------- | -------- | ------ | -------- | ----- | --- |
| 1 News Colmar Brunton | 14.10.2020 | 40       | 59     | —        | 11    | 10  |
| Roy Morgan Research   | 30.09.2020 | 38       | 61     | —        | 12    | 9   |
| Newshub Reid Research | 23.09.2020 | 39       | 65     | —        | 8     | 8   |
| Wahl 2017             | 23.09.2017 | 56       | 46     | 9        | 8     | 1   |

## Wahlergebnis

Kartografische Darstellung

| Parlamentswahl in Neuseeland 2020 | Parlamentswahl in Neuseeland 2020 | Parlamentswahl in Neuseeland 2020 | Parlamentswahl in Neuseeland 2020 | Parlamentswahl in Neuseeland 2020 | Parlamentswahl in Neuseeland 2020 | Parlamentswahl in Neuseeland 2020 | Parlamentswahl in Neuseeland 2020 | Parlamentswahl in Neuseeland 2020 | Parlamentswahl in Neuseeland 2020 | Parlamentswahl in Neuseeland 2020 | Parlamentswahl in Neuseeland 2020 | Parlamentswahl in Neuseeland 2020 | Parlamentswahl in Neuseeland 2020 |
| Partei                            | Partei                            | Listenmandate                     | Listenmandate                     | Listenmandate                     | Listenmandate                     | Listenmandate                     | Direktmandate                     | Direktmandate                     | Direktmandate                     | Direktmandate                     | Direktmandate                     | Gesamt- mandate                   | +/−                               |
| Partei                            | Partei                            | Stimmen                           | in %                              | +/−                               | Mandate                           | +/−                               | Stimmen                           | in %                              | +/−                               | Mandate                           | +/−                               | Gesamt- mandate                   | +/−                               |
| --------------------------------- | --------------------------------- | --------------------------------- | --------------------------------- | --------------------------------- | --------------------------------- | --------------------------------- | --------------------------------- | --------------------------------- | --------------------------------- | --------------------------------- | --------------------------------- | --------------------------------- | --------------------------------- |
|                                   | Labour Party                      | 1.443.545                         | 50,01                             | ▲13,12                            | 19                                | ▲2                                | 1.357.501                         | 48,07                             | ▲10,19                            | 46                                | ▲17                               | 65                                | ▲19                               |
|                                   | National Party                    | 738.275                           | 25,58                             | ▼18,87                            | 10                                | ▼5                                | 963.845                           | 34,13                             | ▼9,92                             | 23                                | ▼18                               | 33                                | ▼23                               |
|                                   | Green Party                       | 226.757                           | 7,86                              | ▲1,59                             | 9                                 | ▲1                                | 162.245                           | 5,74                              | ▼1,17                             | 1                                 | ▲1                                | 10                                | ▲2                                |
|                                   | ACT                               | 219.031                           | 7,59                              | ▲7,08                             | 9                                 | ▲9                                | 97.697                            | 3,46                              | ▲2,45                             | 1                                 | ▬                                 | 10                                | ▲9                                |
|                                   | New Zealand First                 | 75.020                            | 2,60                              | ▼4,60                             | 0                                 | ▼9                                | 30.209                            | 1,07                              | ▲4,38                             | 0                                 | ▬                                 | 0                                 | ▼9                                |
|                                   | The Opportunities Party           | 43.449                            | 1,51                              | ▼0,94                             | 0                                 | ▬                                 | 25.181                            | 0,89                              | ▼0,14                             | 0                                 | ▬                                 | 0                                 | ▬                                 |
|                                   | New Conservative                  | 42.613                            | 1,48                              | ▲1,24                             | 0                                 | ▬                                 | 49.598                            | 1,76                              | ▲1.52                             | 0                                 | ▬                                 | 0                                 | ▬                                 |
|                                   | Māori Party                       | 33.630                            | 1,17                              | ▼0,01                             | 1                                 | ▲1                                | 60.837                            | 2,15                              | ▲0,04                             | 1                                 | ▲1                                | 2                                 | ▲2                                |
|                                   | Sonstige Parteien                 | 64.100                            | 2,20                              |                                   | 0                                 | ▬                                 | 77.085                            | 2,73                              |                                   | 0                                 | ▬                                 | 0                                 | ▬                                 |
| Gesamt                            | Gesamt                            | 2.886.420                         | 100,00                            |                                   | 48                                | ▼1                                | 2.824.198                         | 100,00                            |                                   | 72                                | ▲1                                | 120                               | ▬                                 |